# I. e. 208
Évszázadok: i. e. 4. század – i. e. 3. század – i. e. 2. század
Évtizedek: i. e. 250-es évek – i. e. 240-es évek – i. e. 230-as évek – i. e. 220-as évek – i. e. 210-es évek – i. e. 200-as évek – i. e. 190-es évek – i. e. 180-as évek – i. e. 170-es évek – i. e. 160-as évek – i. e. 150-es évek
Évek: i. e. 213 – i. e. 212 – i. e. 211 – i. e. 210 –  i. e. 209 – i. e. 208 – i. e. 207 – i. e. 206 – i. e. 205 – i. e. 204 – i. e. 203

## Események

### Itália
- Rómában Marcus Claudius Marcellust (ötödször) és Titus Quinctius Crispinust választják consulnak.
- A második pun háborúban Publius Cornelius Scipio Dél-Hispániában a baeculai csatában legyőzi Hasdrubal Barcát, aki ezután megmaradt csapataival északra vonul, átkel a Pireneusokon, hogy csatlakozzák Itáliában bátyjához, Hannibalhoz.
- A két római consult Venusia közelében felderítés közben meglepi Hannibal egy nagyobb numida lovascsapata; Marcellus elesik, Crispinus néhány nap múlva belehal sebesüléseibe.
- Hannibal a peteliai csatában meglepetésszerűen megtámad és legyőz egy római sereget.

### Hellenisztikus birodalmak
- III. Antiokhosz szeleukida király az Ariusz folyó mellett legyőzi I. Euthüdémosz görög-baktriai királyt, aki fővárosába, Baktrába húzódik vissza és ellenáll a szeleukida ostromnak. Antiokhosz békét ajánl neki és egyik lányát férjhez adja Euthümédosz fiához, Démétrioszhoz.

### Kína
- A császár hadvezére, Csang Han leveri Csen Seng és Vu Kuang felkeléseit és ostrom alá veszi a lázadó Csulu városát.

## Halálozások
- Marcus Claudius Marcellus, római hadvezér és államférfi
- Titus Quinctius Crispinus, római hadvezér és államférfi
- Li Sze, kínai főminiszter

## Fordítás
- Ez a szócikk részben vagy egészben  a(z)   208 BC című angol Wikipédia-szócikk ezen változatának fordításán alapul.  Az eredeti cikk szerkesztőit annak laptörténete sorolja fel. Ez a jelzés csupán a megfogalmazás eredetét és a szerzői jogokat jelzi, nem szolgál a cikkben szereplő információk forrásmegjelöléseként.